# Disgorge
Disgorge är ett brutal death metal-band från San Diego i Kalifornien, USA, som grundades 1992. Bandet splittrades 2006, men återförenades 2011.

## Medlemmar
Senaste medlemmar
- Ricky Myers – trummor (1992–2018)
- Diego Sanchez – gitarr (1998–2018)
- Ed Talorda – gitarr (2004–2018)
- Diego Soria – basgitarr (2013–2018)
- Angel Ochoa – sång (2013–2018)

Tidigare medlemmar
- Bryan Ugartechea – basgitarr (1992–1995)
- Tony Freithoffer – gitarr (1992–1997)
- David Hill – gitarr (1994–1995)
- Matti Way – sång (1994–2001)
- Eric Flesley – basgitarr (1995–1997)
- John Remmen – gitarr (1995–1996)
- Derek Boyer – basgitarr (1996, 2011–2012)
- Ben Marlin – basgitarr (1998–2008; död 2008)
- A.J. Magana – sång (2000–2002)
- Levi Fuselier – sång (2003–2011)
- Brad Kole – gitarr (2011–2012)
- Erik Lindmark – gitarr (2011–2012; död 2018)
- Oscar Ramirez – basgitarr (2012–2013)
- Shane Washington – basgitarr (2012)
- Nate Twyman – sång (2012–2013)

Turnerande medlemmar
- Jamie Bailey – sång (2002)
- Ron Casey – trummor (2011)
- A.J. Magana – sång (2013)

## Diskografi
Demo
- 1992 – Cognitive Lust of Mutilation
- 1995 – 1995 Demo

Studioalbum
- 1999 – Cranial Impalement
- 1999 – She Lay Gutted
- 2002 – Consume the Forsaken
- 2005 – Parallels of Infinite Torture